# L'Île-Saint-Denis
Pour l'article concernant l'île sur la Seine du même nom, voir Île Saint-Denis.
L’Île-Saint-Denis est une commune française située dans le département de la Seine-Saint-Denis, dont le territoire correspond parfaitement à celui d'une île fluviale de la Seine, l'île Saint-Denis. Elle est souvent considérée, à tort, comme une partie de la ville de Saint-Denis. Par sa taille et sa population, il s'agit de l'une des plus petites communes de la Seine-Saint-Denis.
Ses habitants sont appelés les Îlodionysiens.

## Géographie

### Localisation
Les communes limitrophes sont Asnières-sur-Seine, Gennevilliers, Villeneuve-la-Garenne, Argenteuil, Épinay-sur-Seine, Saint-Ouen-sur-Seine et Saint-Denis.

Localisation de L’Île-Saint-Denis.

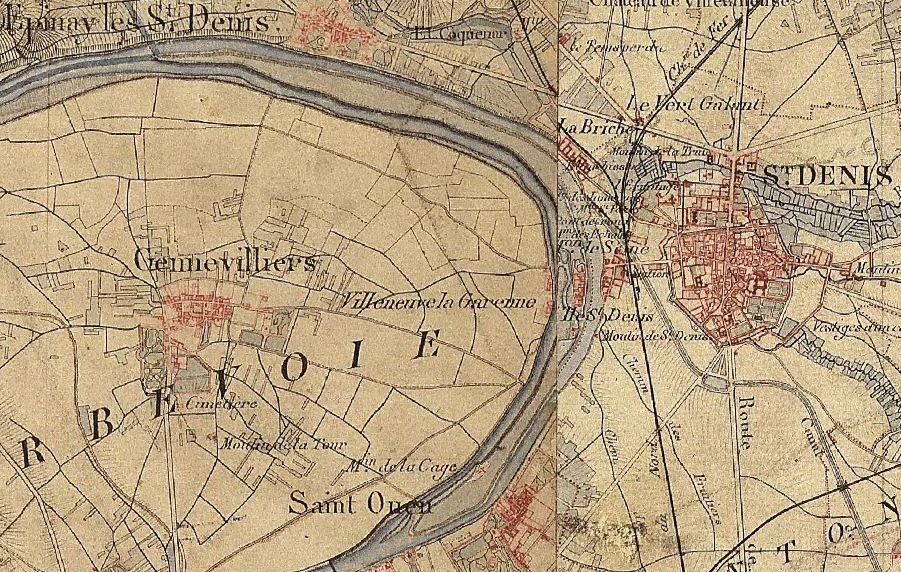
Carte d’état-major, vers 1870.

L’Île-Saint-Denis est une commune de la proche banlieue de Paris. Elle se trouve à neuf kilomètres au nord de la capitale.
L’île s'étend sur environ 6,5 km de long et sa largeur varie entre 100 et 300 mètres. La Seine joue un rôle important dans la géographie et l'identité de la ville.
Avec Béhuard sur la Loire, L’Île-Saint-Denis est l'une des deux seules communes françaises dont le territoire coïncide parfaitement avec une île fluviale. Elle s'inscrit dans l'un des nombreux méandres de la Seine, et a la particularité d'être en forme de croissant. Ainsi, lorsque l'on est à l'extrémité nord de l'île, on peut apercevoir les bâtiments se trouvant à l'autre extrémité en regardant vers le sud, alors que l'axe de l'île semble partir vers l'est.
Limitrophe des Hauts-de-Seine, c'est la commune la plus à l'ouest de la Seine-Saint-Denis.

#### Communes limitrophes
| Argenteuil (quadripoint), Gennevilliers | Épinay-sur-Seine     |             |
| Villeneuve-la-Garenne                   | L'Île-Saint-Denis    | Saint-Denis |
| Gennevilliers Asnières-sur-Seine        | Saint-Ouen-sur-Seine |             |

### Géologie et relief
Le relief de L'Île-Saint-Denis est relativement plat, avec une légère pente descendant vers la Seine. La ville bénéficie de plusieurs espaces verts, parmi lesquels le Parc départemental de l'Île-Saint-Denis et les berges de la Seine aménagées pour la promenade et les loisirs.

### Climat
Pour des articles plus généraux, voir Climat de l'Île-de-France et Climat de la Seine-Saint-Denis.
En 2010, le climat de la commune est de type climat océanique dégradé des plaines du Centre et du Nord, selon une étude du CNRS s'appuyant sur une série de données couvrant la période 1971-2000. En 2020, Météo-France publie une typologie des climats de la France métropolitaine dans laquelle la commune est exposée à un climat océanique altéré et est dans la région climatique Sud-ouest du bassin Parisien, caractérisée par une faible pluviométrie, notamment au printemps (120 à 150 mm) et un hiver froid (3,5 °C).
Pour la période 1971-2000, la température annuelle moyenne est de 12,2 °C, avec une amplitude thermique annuelle de 15,2 °C. Le cumul annuel moyen de précipitations est de 640 mm, avec 9,9 jours de précipitations en janvier et 7,6 jours en juillet. Pour la période 1991-2020, la température moyenne annuelle observée sur la station météorologique la plus proche, située sur la commune de Bonneuil-en-France à 8 km à vol d'oiseau, est de 12,1 °C et le cumul annuel moyen de précipitations est de 616,3 mm,. Pour l'avenir, les paramètres climatiques de la commune estimés pour 2050 selon différents scénarios d'émission de gaz à effet de serre sont consultables sur un site dédié publié par Météo-France en novembre 2022.

### Risques naturels

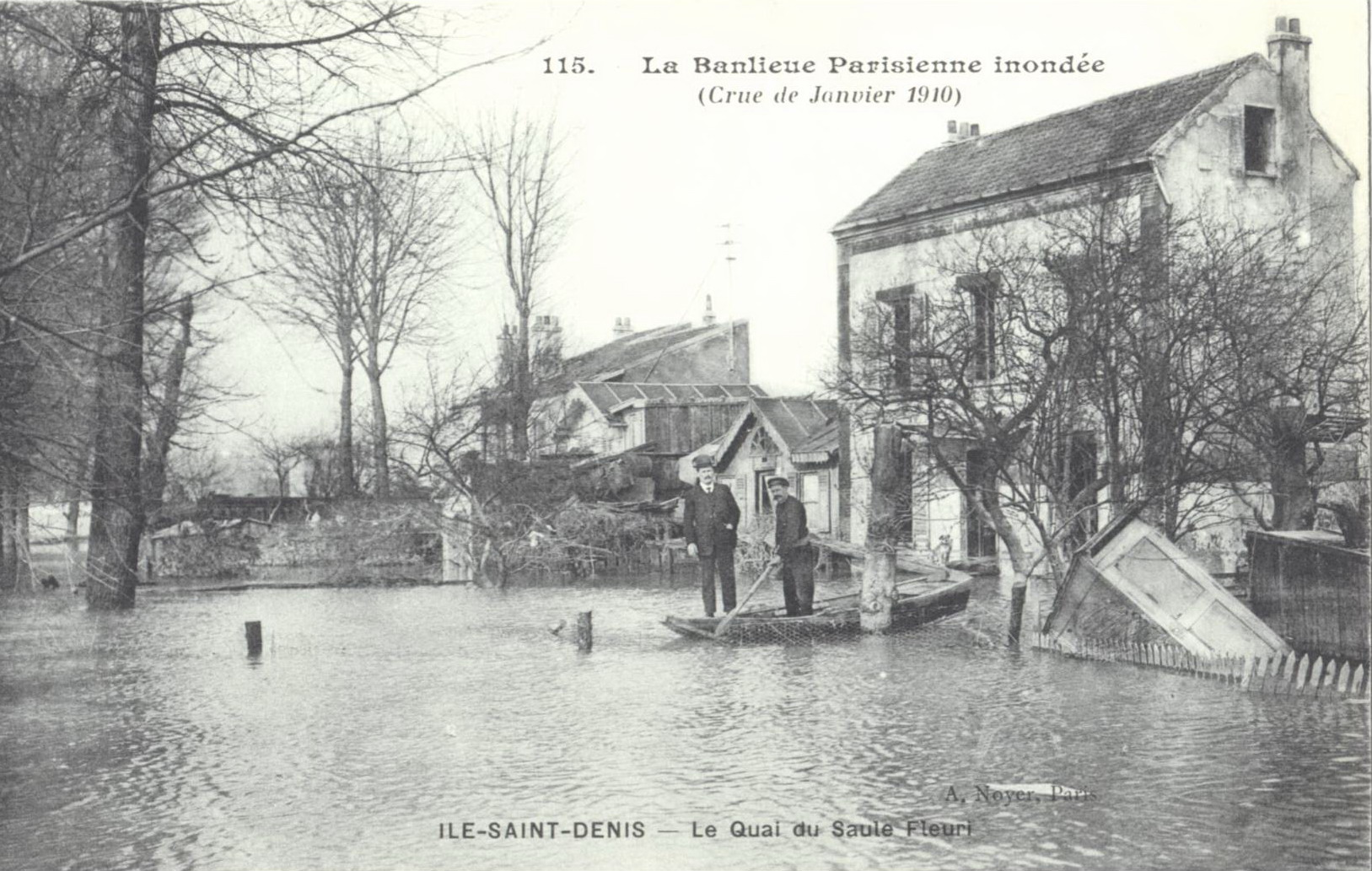
L'inondation de janvier 1910.

Par sa situation physique, la commune est confrontée au risque d'inondation fluviale. L'Île a ainsi durement subi la crue de la Seine de 1910, qui l'a dévastée. À la suite de cette crue, le niveau des sols a été relevé et aujourd'hui seules quelques maisons sont encore à « l'ancien niveau ».
Des plans de prévention des risques sont prescrits au titre du risque d'inondation (arrêté préfectoral du 20 août 1999) et des mouvements de terrain (arrêté préfectoral du 23 juillet 2001).

### Voies de communication et transports

#### Infrastructures de transport
Voies routières
Trois ensembles de deux ponts relient l'île aux territoires limitrophes, le pont de l'île Saint-Denis au centre-ville, qui assure la continuité de l'ex-Nationale 186 (RD 986), le pont d'Épinay au nord et le Pont de Saint-Ouen-les-Docks au sud. Le viaduc autoroutier de l'autoroute A86 surplombe l'île sans toutefois offrir d'accès direct. Construite à l'occasion des Jeux olympiques de 2024, la passerelle du Village olympique franchit le bras de Seine entre l'île et Saint-Denis.
Voies navigables
L'île-Saint-Denis occupe une situation privilégiée sur la Seine, et un port est aménagé sur le petit bras.
Pistes cyclables
Des pistes cyclables sont aménagées pour relier le centre au sud de l'île, le long du quai du Châtelier.
L'implantation de plusieurs stations Vélib est étudiée par la ville et par le centre commercial Marques Avenue,.

#### Transports en commun
La ville est desservie par la ligne 1 du tramway d'Île-de-France à la station L'Île Saint-Denis ainsi que par plusieurs lignes du réseau de bus RATP (notamment la ligne 237, qui parcourt toute la longueur de la commune) et la nuit par le Noctilien.
Le centre-ville est proche de la gare de Saint-Denis (450 m environ), quand le sud de l'Île est à proximité de la station Mairie de Saint-Ouen (environ 950 m).
Histoire
La ligne T1 aurait dû passer par l'Île-Saint-Denis dès 1992 mais le conseil général des Hauts-de-Seine, alors présidé par Charles Pasqua, refusait que la ligne atteigne, comme initialement prévu, la préfecture de Nanterre, ce qui aurait permis de la relier à celle de Bobigny en créant une importante rocade partielle autour de Paris. La ligne a donc été arrêtée à la gare de Saint-Denis.
Par ailleurs, le prolongement de la ligne vers les Hauts-de-Seine a été également bloqué pendant de longues années par le souci de la municipalité de l'Île-Saint-Denis de sauvegarder les ponts de l'Île-Saint-Denis, présentés comme un élément essentiel du patrimoine local, mais surtout par sa volonté de restreindre au maximum la circulation automobile sur les ponts et la rue Méchin.
Ces obstacles ont été levés, et le prolongement du tramway vers Asnières - Gennevilliers - Les Courtilles a été inscrit à la fois au projet de SDRIF (février 2007) et au projet de Contrat de Projet État-Région 2006-2013. Le STIF a approuvé l’avant-projet et la convention de financement de la première tranche fonctionnelle de la ligne le 13 décembre 2006, sa délibération demandant aux maîtres d'ouvrages de permettre une mise en service mi-2012.
Ce prolongement, faisant passer la ligne par le centre de l'Île (rue Méchin), a été mis en service le 15 novembre 2012.

## Urbanisme
L'urbanisme de L'Île-Saint-Denis est marqué par un mélange de zones résidentielles, d'espaces verts et de vestiges industriels. La ville connaît actuellement un renouvellement urbain, avec des projets visant à améliorer la qualité de vie et à préserver l'environnement.

### Typologie
Au 1er janvier 2024, L'Île-Saint-Denis est catégorisée grand centre urbain, selon la nouvelle grille communale de densité à sept niveaux définie par l'Insee en 2022.
Elle appartient à l'unité urbaine de Paris, une agglomération inter-départementale regroupant 407  communes, dont elle est une commune de la banlieue,,. Par ailleurs la commune fait partie de l'aire d'attraction de Paris, dont elle est une commune du pôle principal,. Cette aire regroupe 1 929 communes,.

### Morphologie urbaine et logements

#### Pointe septentrionale et parc départemental de l'Île-Saint-Denis
- À la pointe nord de l'île, une petite réserve naturelle classée Zone naturelle d'intérêt écologique, faunistique et floristique qui sert de refuge à de nombreuses espèces d'oiseaux dont le grand cormoran, le martin-pêcheur, le faucon crécerelle et le pigeon colombin, et où le public ne peut pénétrer[18].
- La réserve est bordée au sud par le pont ferroviaire d'Épinay, ouvrage permettant à la ligne d'Ermont - Eaubonne à Champ-de-Mars de franchir la Seine entre Épinay-sur-Seine et Gennevilliers. Il est emprunté quotidiennement par les rames du RER C et quelques trains de marchandise desservant le port de Gennevilliers.
- Le terrain situé entre la voie ferrée et la route nationale 310, d'une superficie de 3,6 ha, a été occupé jusqu'en 2018 par un entrepôt de l'entreprise Colas. Il est actuellement en cours de réhabilitation par l'association Halage qui y a implanté un chantier d'insertion et pratique l'agriculture urbaine dans le cadre du projet « Lil'Ô »[19]. Il est prévu à terme que la parcelle intègre le parc départemental de l'Île-Saint-Denis.
- S'ensuit le pont d'Épinay, ensemble de deux ouvrages routiers empruntés par la route nationale 310.
- Le parc départemental de l'Île-Saint-Denis commence au niveau du pont d'Épinay-sur-Seine et se termine au niveau du collège Alfred Sisley. Il constitue l'un des sites protégés Natura 2000 de Seine-Saint-Denis. Le parc a la particularité d'occuper toute la largeur de l’île et n'est bordé que par une route reliant le pont de l'Île-Saint-Denis à celui d'Épinay-sur-Seine. Cette voie est appelée quai de la Marine.

#### Centre de l'Île
- On trouve ensuite les premières habitations et notamment la cité HLM Maurice Thorez. Juste à côté se trouve l'une des trois écoles de la commune, l'école Paul Langevin construite dans les années 1960.
- La résidence du Saule Fleuri, construite par les architectes innovants Robert Frei et Christian Hunziker
- Vient ensuite le quartier ancien de l'Île-Saint-Denis, caractérisé par ses maisons individuelles.
- La grande artère de l'île, la rue Méchin, la traverse d'est en ouest. Cette rue, qui est un tronçon de la RN 186, est la continuité de l'axe qui reliait toutes les fortifications avancées protégeant Paris avant 1870. 
La rue Méchin est le centre parfait de L'Île-Saint-Denis. On y trouve la mairie et les principaux commerces de la ville (pharmacie, bureau de tabac…) ainsi que la station de tramway de l'Île-Saint-Denis.
- En continuant vers le sud on trouve l’église Saint-Pierre, l'école Samira Bellil et d'autres cités comme celle d'Allende, de Lénine et du Bocage. Cette dernière fait partie des exemples de l'architecture combinatoire avec terrasses jardins de style « Renaudie ».
- Ce sont les dernières habitations du centre de l'île avant une vaste zone d'entrepôts, exploités par les Galeries Lafayette jusqu'en 2007 et le Printemps jusqu'en 1995. Les entrepôts des Galeries Lafayette et ses voutes successives sont un des premiers ouvrages industriels en béton précontaint. Le deuxième bâtiment, plus récent, « le paquebot » contient de l'amiante. Le site Charvet est radioactif et continue de polluer les eaux de la Seine[20]. Les dernières entreprises industrielles encore actives, dont Colas, font petit à petit place à des programmes de réaménagement urbain.

#### Partie méridionale
- La partie située au sud de l'autoroute A86 accueille un écoquartier, dont la construction des phases 2 et 3 est accélérée dans le cadre du Village olympique et paralympique 2024. À partir de 2024, une passerelle piéton-bus permettra de rejoindre Carrefour Pleyel et sa station de métro en 15 minutes à pied.
- Arrive ensuite Marques Avenue plus connu sous le nom Quai des Marques qui occupe une partie des anciens entrepôts du Printemps. Marques Avenue côtoie les cités Marcel Cachin et Marcel-Paul (ex-Pagel), cette dernière allant être rasée d'ici 2026, près de l'école Jean Lurçat.
- Vient ensuite le boulevard Marcel-Paul, qui traverse l'île en reliant les deux extrémités du Pont de Saint-Ouen, reliant ainsi la commune d'une part à Gennevilliers et d'autre part à Saint-Ouen-sur-Seine.

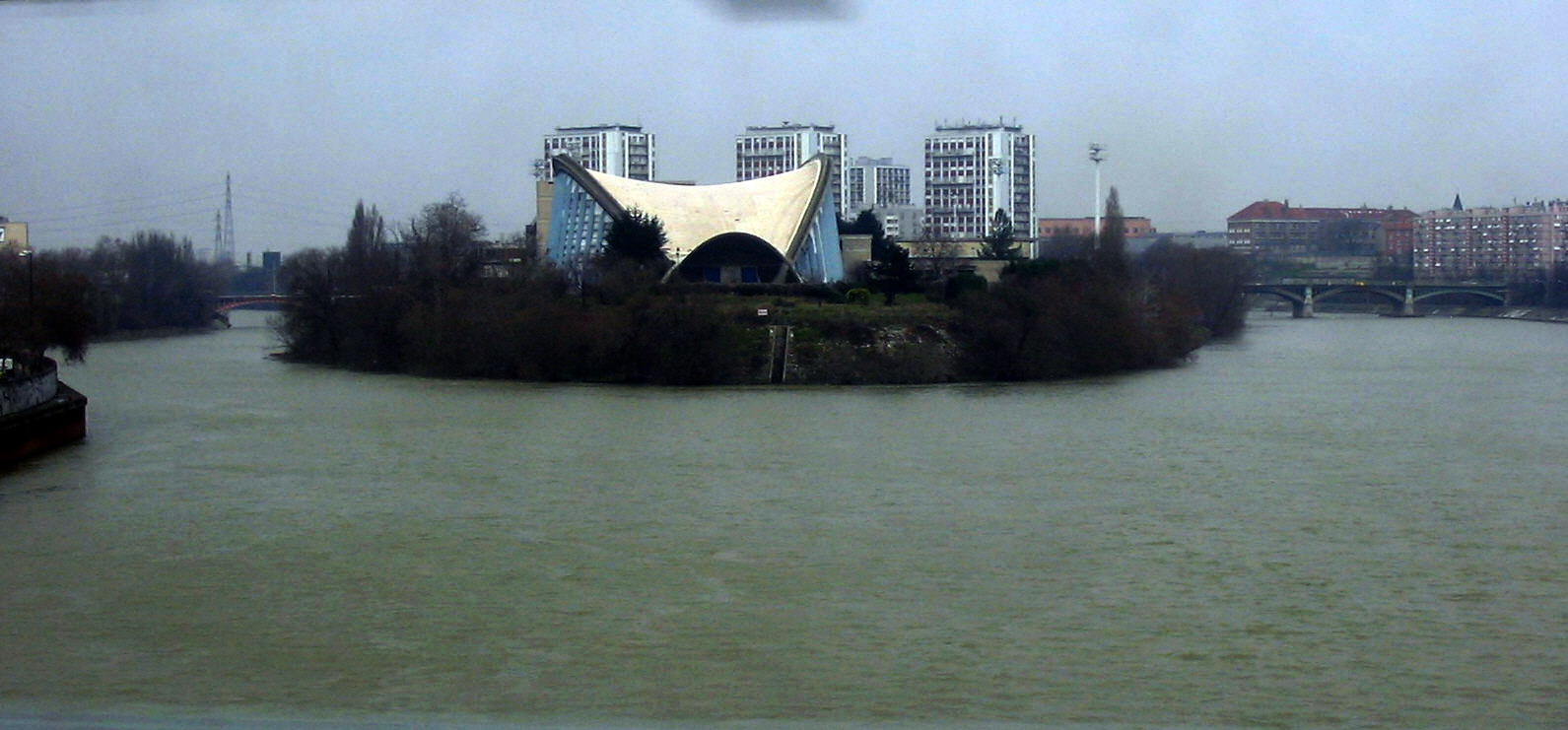
Pointe sud de l'île (pointe amont)

- Pointe sud de l'île (pointe amont)À l'extrémité sud de l'île vient enfin le centre sportif dit la Grande Nef de l'Île-des-Vannes, conçu par les architectes Anatole Kopp et Chazannof et l'ingénieur René Sarger, inauguré en 1968, qui appartient à la commune de Saint-Ouen-sur-Seine[21]. Sa grande nef a abrité les concerts des plus grands noms du rock dont Pink Floyd, Led Zeppelin et Bruce Springsteen[22], ainsi que plusieurs congrès du PCF et le rassemblement de la gauche anti-libérale des 9 et 10 décembre 2006.

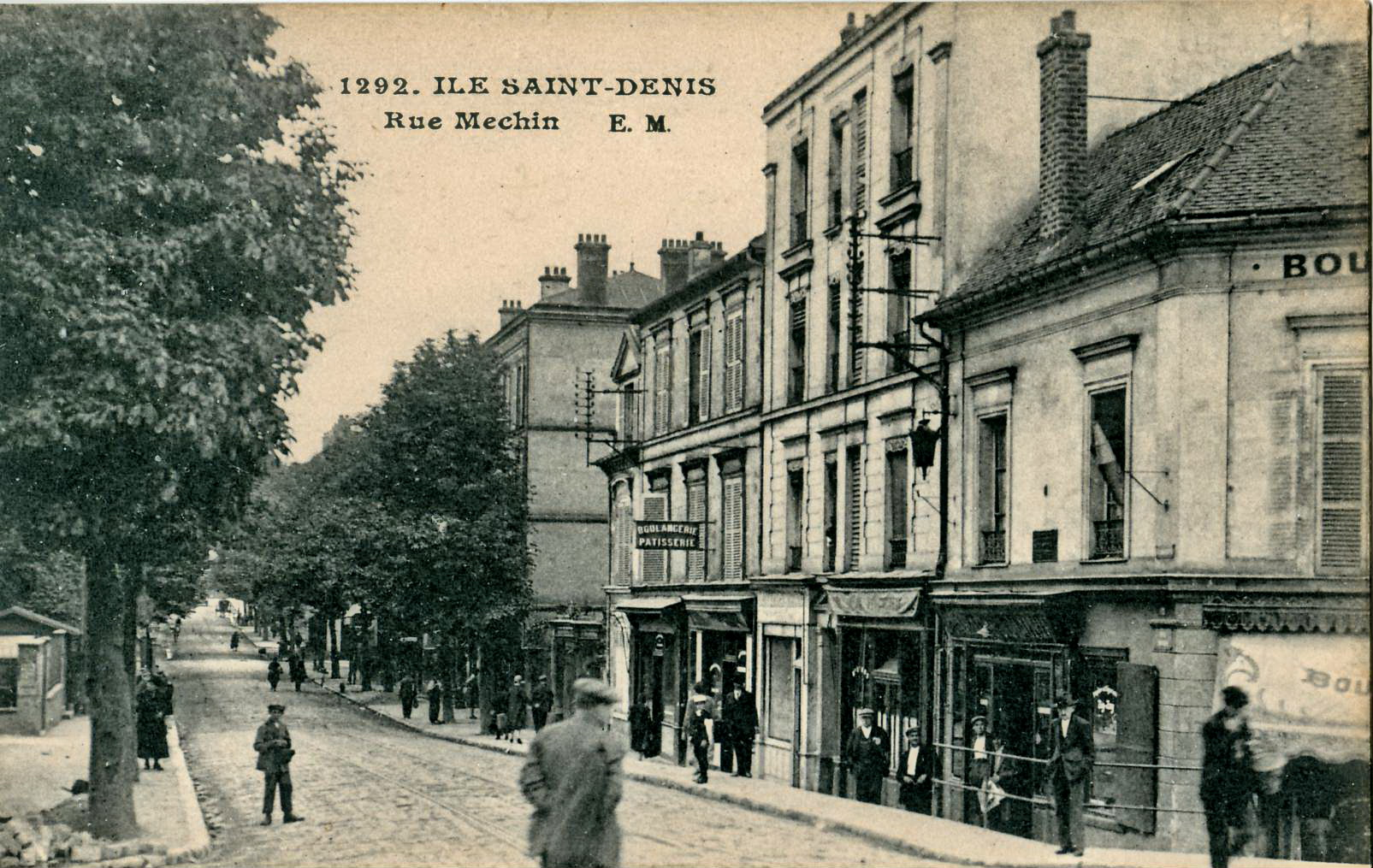
La rue Méchin au début du XXe siècle.

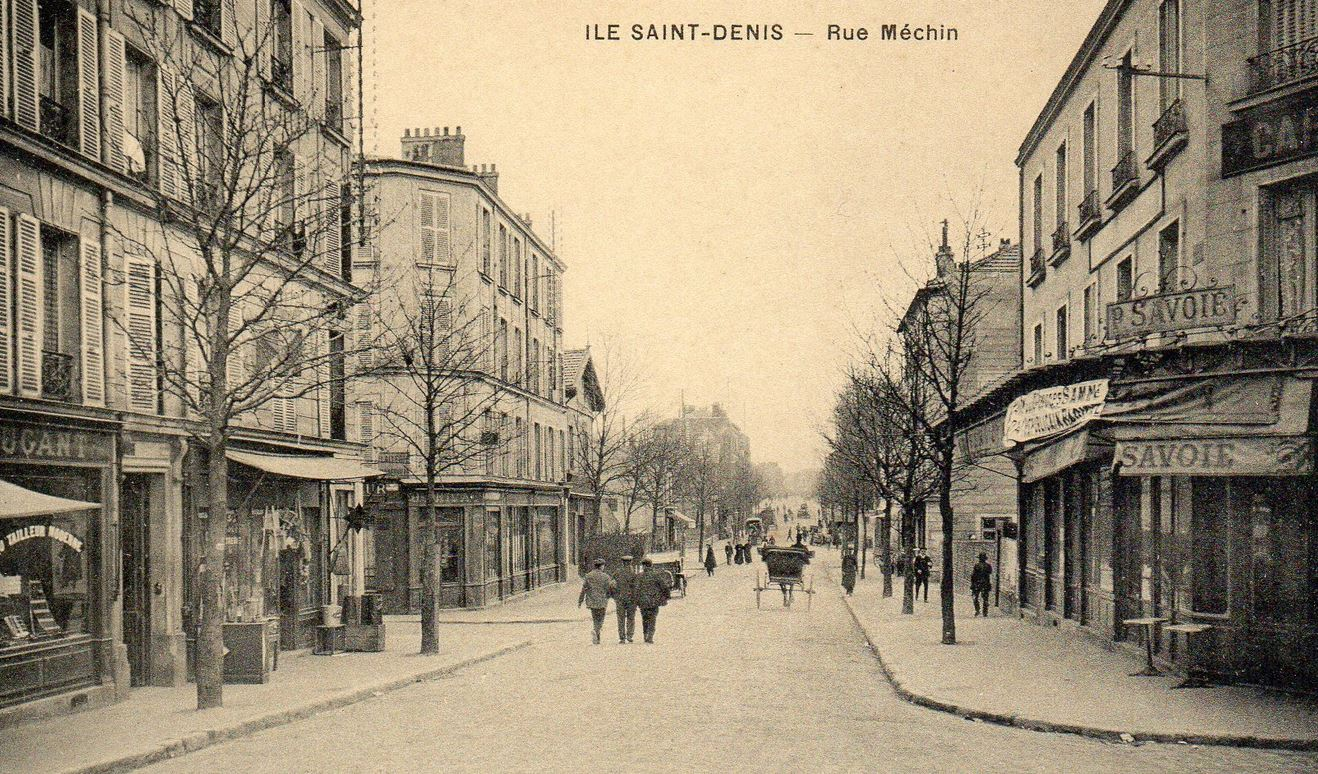
Autre vue de la rue Méchin

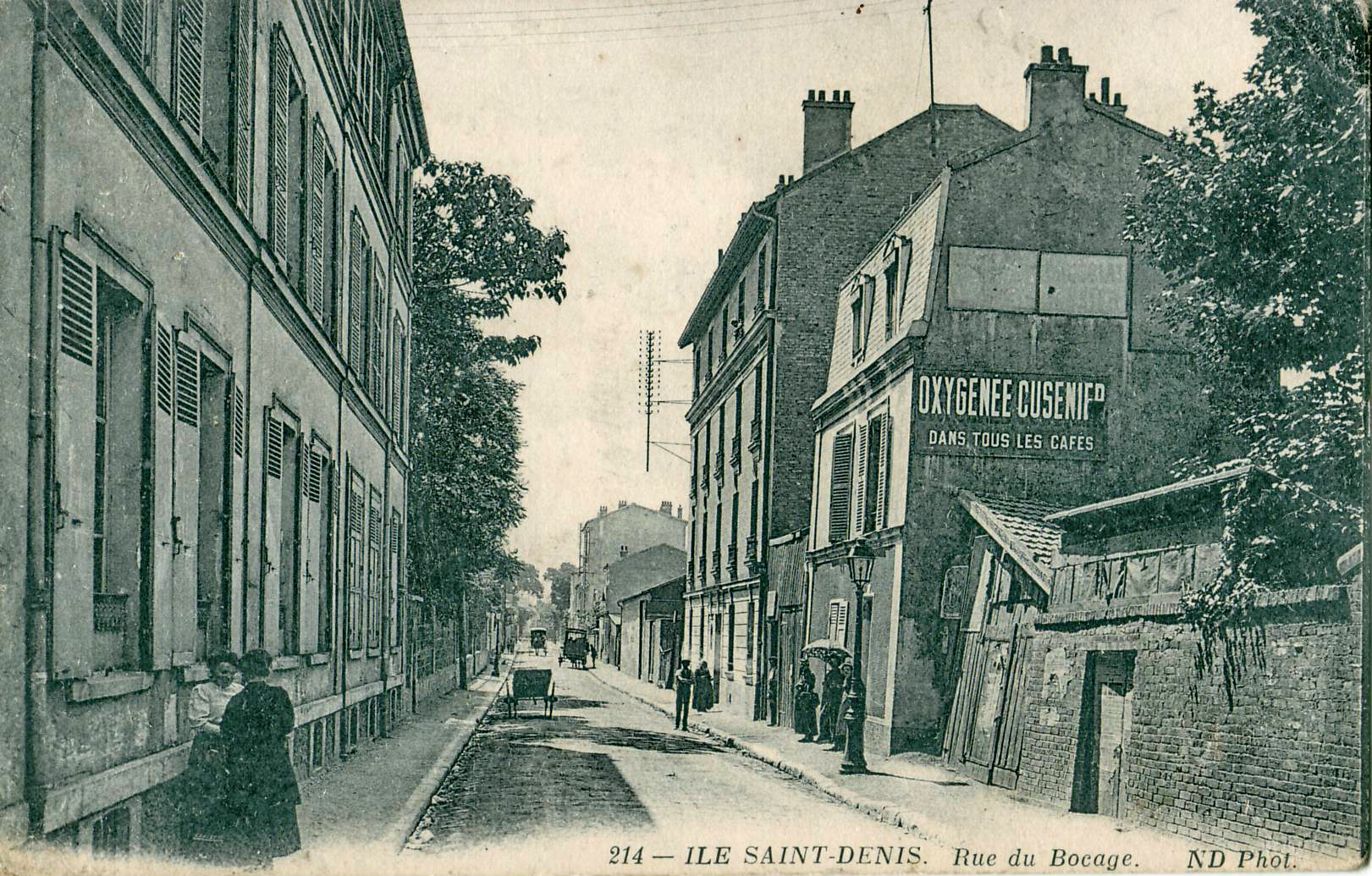
La rue du Bocage, début du (avant 1914)

### Projets d'aménagements
L'écoquartier fluvial actuellement en construction abritera les logements des athlètes des jeux olympiques de Paris en 2024. Une passerelle en construction sur le quai du Châtelier reliera L'Île-Saint-Denis au reste des logements prévus aux athlètes en 2024 puis sera dédiée aux bus, vélos et piétons.
Prévue pour démarrer en 2020, la relogement des occupants des 287 logements insalubres des trois tours de la cité Marcel Paul (propriété de l’office HLM de Saint-Ouen, puis reprise en 2022 par le bailleur Seine-Saint-Denis Habitat) est lancée en 2022 et doit permettre la démolition de cette cité confrontée au trafic de drogue en 2025,,.
Dans le cadre des Jeux olympiques d'été de 2024, la Grande Nef de l'Île-des-Vannes est en rénovation pour servir de site d'entraînement. Il est prévu la création d'un parc urbain englobant la pointe sud de l'île. Un parc urbain est également en construction au niveau du viaduc autoroutier de l'A86.

## Toponymie
L'Île-Saint-Denis doit son nom à l'abbaye de Saint-Denis située sur la commune limitrophe de Saint-Denis, qui eut seigneurie sur l'île centrale du XIVe siècle à la Révolution, et dont les moines s'étaient installés. L'abbaye de Saint-Denis est elle-même nommée d'après le martyr Denis ou Dionysius, premier évêque de Paris exécuté au IIIe siècle.
Auparavant, cette même île centrale se dénommait Isle de Chastelier (l’île du Châtelier). Ce nom s'explique par les nombreuses occurrences de châteaux détruits et rebâtis sur l'île. La première forteresse fut établie à la fin du IXe siècle par Charles le Chauve pour barrer la route aux envahisseurs normands remontant la Seine. Par la suite, plusieurs autres forteresses y sont construites. Une place forte bâtie vers 998 revint par alliance à Bouchard le Barbu, qui la transforma en péage pour les religieux de l'abbaye dionysienne. La forteresse est détruite en 1088 sur ordre de Robert II le Pieux. Malgré la promesse de Mathieu II de Montmorency en 1219 de ne plus autoriser l'érection de forteresses sur l’île, Philippe-Auguste permet l'année suivante à Robert de Montmorency, sergent dudit Mathieu, de bâtir un édifice sur l’île du Châtelier. En 1435, après avoir pris la ville aux troupes de Charles VII, les Anglais y édifient une petite forteresse. L'Île-Saint-Denis garde trace de ce nom chargé d'histoire en le transmettant à son actuel Quai du Châtelier.

## Histoire

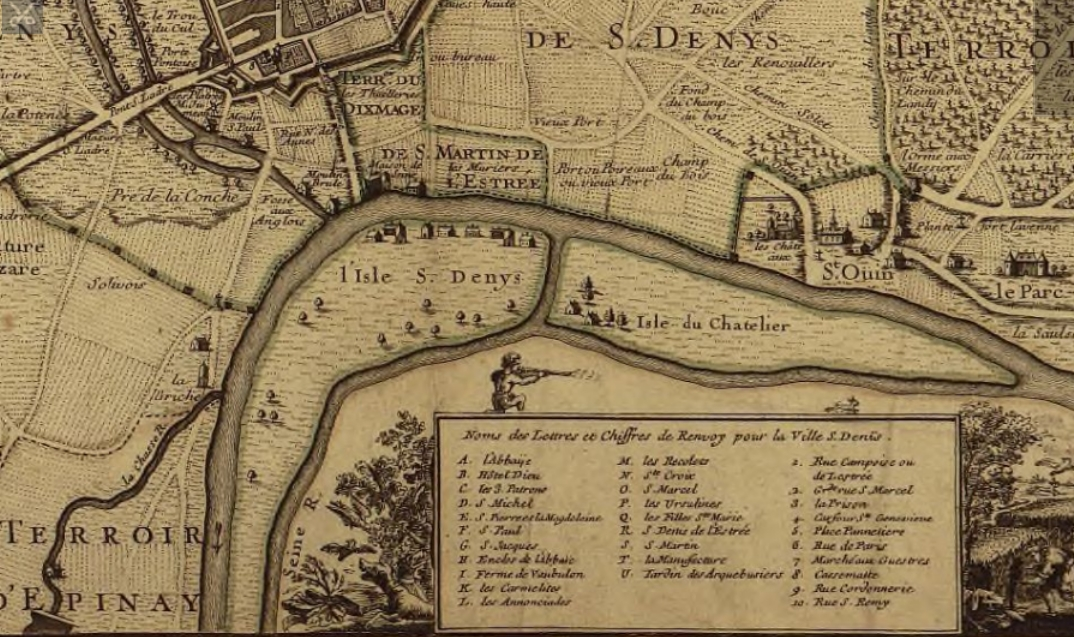
Le terroir de Saint-Denis et de l'Île-Saint-Denis en 1707
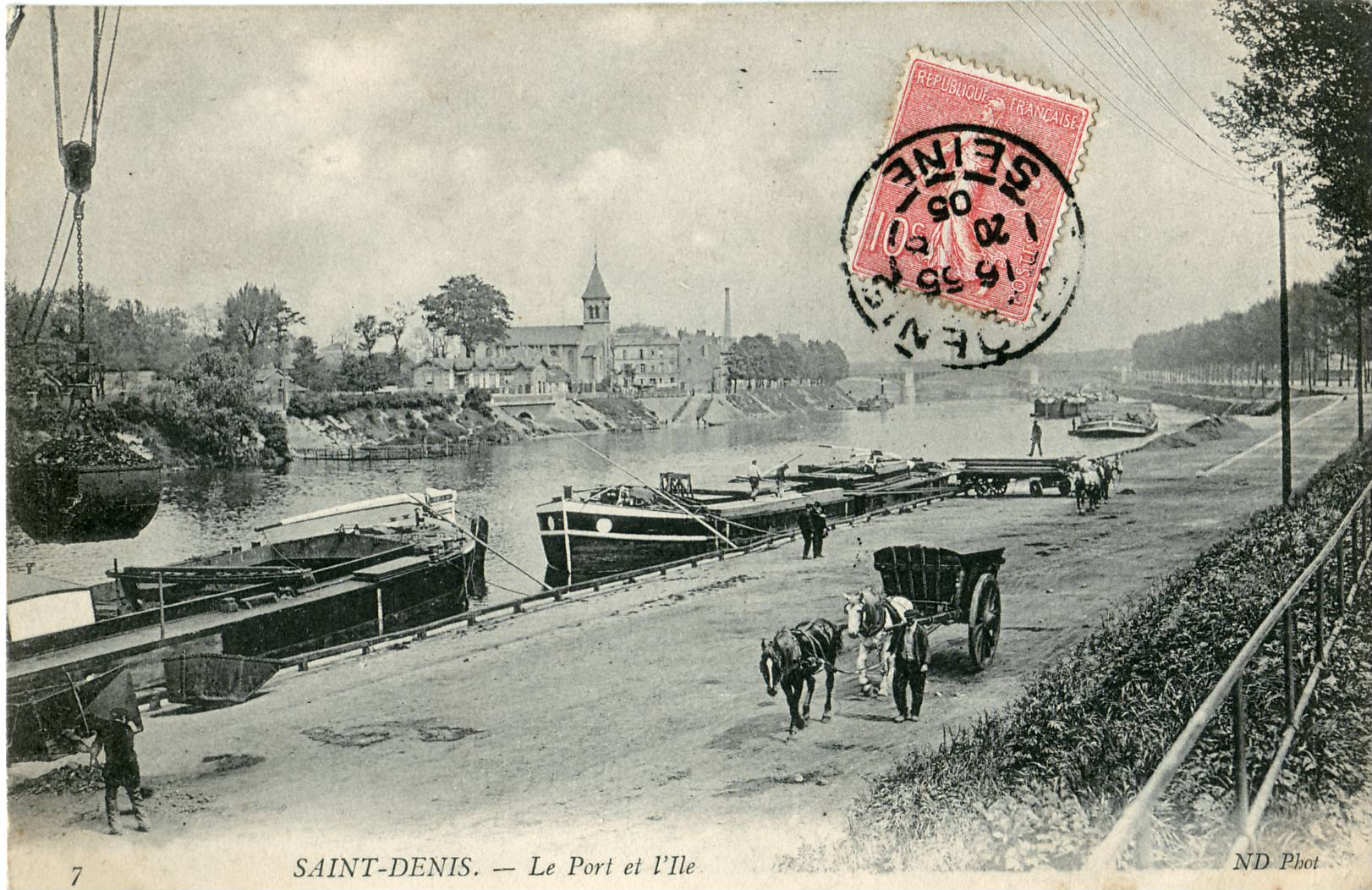
Vue générale de l'Île-Saint-Denis et notamment de l'église Saint-Pierre, vue depuis le port de Saint-Denis.
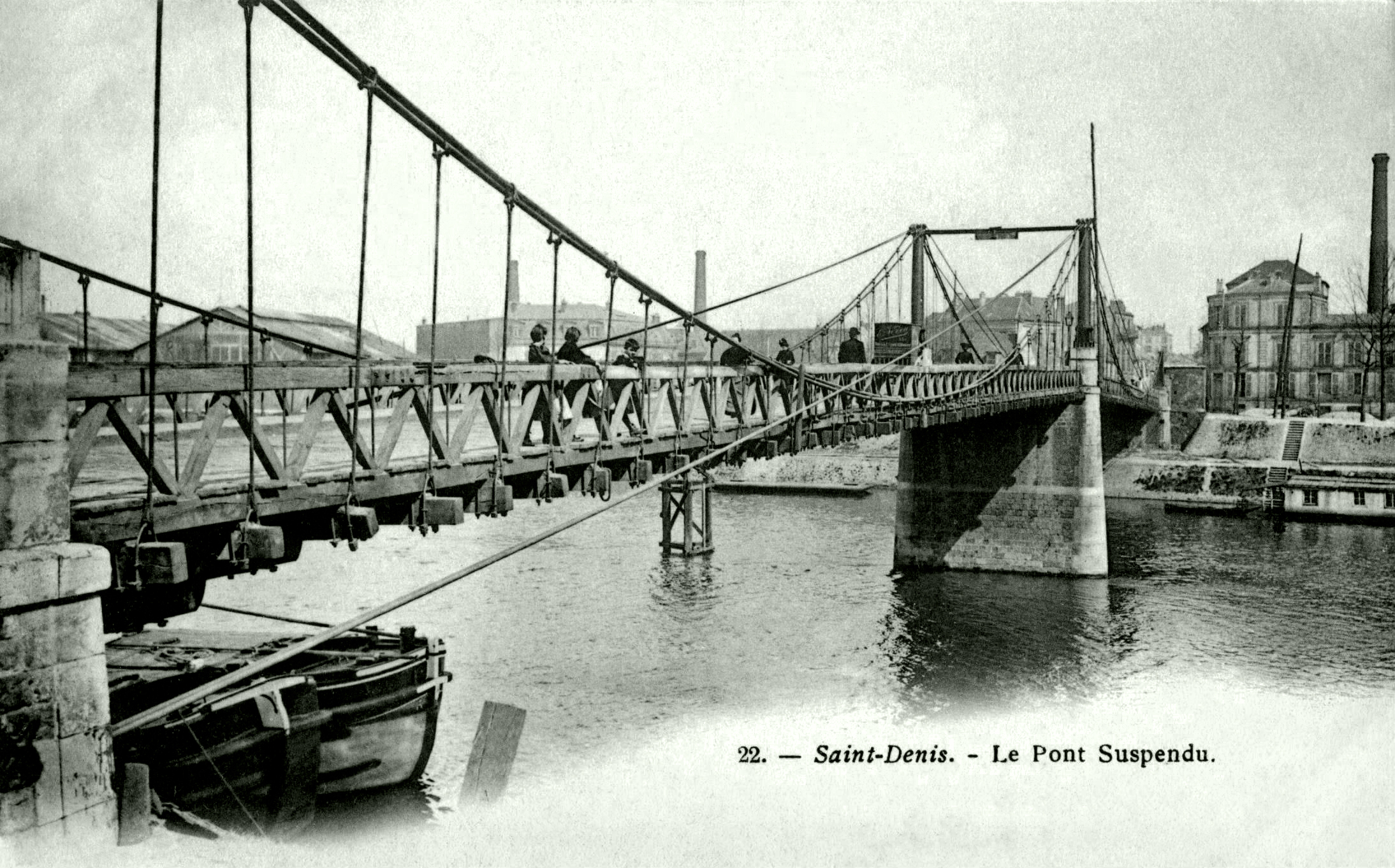
Le premier Pont de l'île Saint-Denis ayant relié l'Île à Saint-Denis de 1844 à 1905

### Moyen Âge
L'histoire de L'Île-Saint-Denis remonte au Moyen Âge, avec les premières traces d'occupation humaine sur l'île fluviale située sur la Seine. Au Xe siècle, Bouchard le Barbu possédait l'île centrale, alors dénommée Isle du Chastelier sur laquelle il avait fait construire une forteresse dont la garnison tourmentait le voisinage. Il rançonnait tous les navires qui passaient dans les parages et notamment ceux des moines de l'abbaye de Saint-Denis, ce qui occasionna des querelles. Pour mettre fin à leurs disputes le roi Robert le Pieux proposa à Bouchard le Barbu l'échange de l'Île de Châtelet[à vérifier] contre la terre royale Montmorency. L'accord fut accepté et conclu en 998, donnant naissance à la maison de Montmorency.
Au XIVe siècle Charles V donne le Châtelier aux moines de Saint-Denis et l'île devient, par association, connue sous le nom de L'Isle-Saint-Denis. L'abbaye conservera la seigneurie jusqu'à la Révolution.

### XIXesiècle
Pendant la Révolution, l'Isle Saint-Denis est brièvement renommée Isle-Franciade avant de reprendre son nom d'origine. Elle adopte alors l'orthographe moderne Île au lieu de Isle.
La construction de ponts suspendus en 1844 permettent de joindre l'Île à Saint-Denis et à Gennevilliers, puis, en 1856, de l'Île à Saint-Ouen.
Puis le développement des lignes de chemins de fer favorise la venue des Parisiens lors des congés de fin de semaine. Ils viennent alors savourer les joies de la campagne et des loisirs en bord de Seine, mais aussi boire et danser dans les nombreuses guinguettes et cabarets de l'île.
L'industrialisation du XIXe siècle a profondément modifié le territoire, avec l'implantation d'usines et de manufactures le long des berges de la Seine. L'Île-Saint-Denis est devenue un centre industriel important de la région parisienne, avec des activités liées notamment à la métallurgie, à la chimie et à la construction navale. Située sur le trajet fluvial entre Paris et Le Havre, l'île possède alors un port d'amarrage très fréquenté par la marine marchande. À côté des pêcheurs et des mariniers, on retrouve d'autres professions liées à la présence du fleuve comme les blanchisseuses et les scaphandriers.
A la fin du XIXe siècle, quatre îlots sont réunis en drainant les bras de la seine les séparant, pour donner naissance à l'île telle que nous la connaissons aujourd'hui : l'île Saint-Denis, l'île du Châtelier, l'île des Vannes et l'île du Javeau.

### XXesiècle
Au XXe siècle, la ville subit les conséquences de la désindustrialisation et doit se réinventer. La réhabilitation des friches industrielles et la construction de nouveaux logements marquent cette période de transition. L'Île-Saint-Denis se transforme progressivement en un espace résidentiel et de loisirs, tout en conservant son caractère insulaire et fluvial.

## Politique et administration

### Rattachements administratifs et électoraux
Jusqu’à la loi du 10 juillet 1964, la commune faisait partie du département de la Seine. Le redécoupage des anciens départements de la Seine et de Seine-et-Oise fait que la commune appartient désormais à la Seine-Saint-Denis après un transfert administratif effectif le 1er janvier 1968. L'Île-Saint-Denis est membre depuis le 1er janvier 2003 de la communauté d'agglomération Plaine Commune.
Pour l'élection des députés, L'Île-Saint-Denis fait partie depuis 1968 de la première circonscription de la Seine-Saint-Denis.
Elle faisait partie de 1793 à 1893 du canton de Saint-Denis, année où elle intègre le canton de Saint-Ouen du département de Seine-et-Oise. Lors de la mise en place de la Seine-Saint-Denis, elle est rattachée en 1967 au canton de Saint-Denis-Sud. Dans le cadre du redécoupage cantonal de 2014 en France, elle réintègre le canton de Saint-Ouen-sur-Seine, dont la composition est alors redéfinie.

### Intercommunalité
La ville a rejoint en 2003 la communauté d'agglomération Plaine Commune, un établissement public de coopération intercommunale (EPCI) à fiscalité propre, créé par cinq villes du nord-parisien en 2000.
Dans le cadre de la mise en œuvre de la volonté gouvernementale de favoriser le développement du centre de l'agglomération parisienne comme pôle mondial est créée, le 1er janvier 2016, la métropole du Grand Paris (MGP), dont la commune est membre.
La loi portant nouvelle organisation territoriale de la République du 7 août 2015 prévoit également la création de nouvelles structures administratives regroupant les communes membres de la métropole, constituées d'ensembles de plus de 300 000 habitants, et dotées de nombreuses compétences, les établissements publics territoriaux (EPT).
La commune a donc également été intégrée le 1er janvier 2016 à l'Établissement public territorial Plaine Commune, qui succède à la communauté d'agglomération éponyme.

### Tendances politiques et résultats

#### Élections législatives
Résultats des seconds tours ou des deux meilleurs scores du premier tour si dépassement de 50 % :
- Élections législatives de 2002 : 62,93 % pour Bruno Le Roux (PS), 37,07 % pour Hervé Chevreau (UDF). Le taux de participation était de 52,07 %.
- Élections législatives de 2007 : 70,91 % pour Bruno Le Roux (PS), 29,09 % pour Briggitte Espinasse (UMP). Le taux de participation était de 48,67 %.
- Élections législatives de 2012 : 100,00 % pour Bruno Le Roux (PS). Le taux de participation était de 37,52 %.
- Élections législatives de 2017 : 59,51 % pour Éric Coquerel (LFI), 40,49 % pour Sébastien Ménard (LREM). Le taux de participation était de 34,39 %.
- Élections législatives de 2022 : 79,37 % pour Éric Coquerel (LFI), 20,63 % pour Jeanne Dromard (RE). Le taux de participation était de 40,15 %.
- Élections législatives de 2024 : 70,80 % pour Éric Coquerel (LFI), 11,09 % pour Julien Grazioli (RN). Le taux de participation était de 61,78 %.

#### Élections européennes
Résultats des deux meilleurs scores :
- Élections européennes de 1994 : 28,04 % pour Francis Wurtz (PCF), 14,05 % pour Bernard Tapie (MRG). Le taux de participation était de 49,35 %.
- Élections européennes de 1999 : 26,00 % pour Robert Hue (PCF), 18,04 % pour François Hollande (PS). Le taux de participation était de 43,33 %.
- Élections européennes de 2004 : 26,37 % pour Harlem Désir (PS), 19,43 % pour Francis Wurtz (PCF). Le taux de participation était de 39,49 %.
- Élections européennes de 2009 : 22,33 % pour Daniel Cohn-Bendit (LV), 18,05 % pour Harlem Désir (PS). Le taux de participation était de 32,65 %.
- Élections européennes de 2014 : 19,21 % pour Patrick Le Hyaric (PCF), 18,83 % pour Pascal Durand (EÉLV). Le taux de participation était de 30,52 %.
- Élections européennes de 2019 : 17,09 % pour Manon Aubry (LFI), 15,52 % pour Yannick Jadot (EÉLV). Le taux de participation était de 37,56 %.
- Élections européennes de 2024 : 44,65 % pour Manon Aubry (LFI), 12,76 % pour Jordan Bardella (RN). Le taux de participation était de 41,43 %.

#### Élections régionales
Résultats des seconds tours :
- Élections régionales de 2004 : 70,85 % pour Jean-Paul Huchon (PS), 16,90 % pour Jean-François Copé (UMP), 12,25 % pour Marine Le Pen (FN). Le taux de participation était de 60,84 %.
- Élections régionales de 2010 : 80,22 % pour Jean-Paul Huchon (PS), 19,78 % pour Valérie Pécresse (UMP). Le taux de participation était de 38,99 %.
- Élections régionales de 2015 : 65,79 % pour Claude Bartolone (PS), 20,16 % pour Valérie Pécresse (LR), 14,05 % pour Wallerand de Saint-Just (FN). Le taux de participation était de 47,16 %.
- Élections régionales de 2021 : 62,08 % pour Julien Bayou (EÉLV), 25,05 % pour Valérie Pécresse (SL), 7,03 % pour Jordan Bardella (RN), 5,84 % pour Laurent Saint-Martin (LREM). Le taux de participation était de 27,57 %.

#### Élections départementales
Résultats des seconds tours :
- Élections départementales de 2015 : 67,44 % pour Karim Bouamrane (PS) et Dina Deffairi-Saissac (EÉLV), 32,56 % pour Hervé Chevreau et Marie-Louise Magrino (DVD). Le taux de participation était de 34,54 %.
- Élections départementales de 2021 : 77,13 % pour Karim Bouamrane (PS) et Émilie Lecroq (PCF), 22,87 % pour William Delannoy (UDI) et Marina Venturini (LR). Le taux de participation était de 27,33 %.

#### Élections cantonales
Résultats des seconds tours :
- Élections cantonales de 1994 : 56,50 % pour Josiane Andros (PCF), 43,50 % pour Philippe Borderie (UDF). Le taux de participation était de 57,35 %.
- Élections cantonales de 2001 : 62,71 % pour Ronan Kerrest (PCF), 37,29 % pour William Delannoy (RPR). Le taux de participation était de 62,82 %.
- Élections cantonales de 2008 : 100,00 % pour Mathieu Hanotin (PS). Le taux de participation était de 58,25 %.

#### Élections municipales
Lors des élections municipales de 2008, la liste du maire sortant Les Verts Michel Bourgain est menacée par une liste d'union à gauche menée par Joël Flandrin (PCF), constituée après une primaire au premier tour, et remporte l'élection au second tour avec 36 voix d'avance (sur 2 228 votants),.
Dès le premier tour des élections municipales de 2014, la liste menée par le maire sortant Michel Bourgain (DVG) remporte le scrutin avec 972 voix (51,46 % des suffrages exprimés), devançant les listes menées par Pascal Akoun (FG, 544 voix, 28,80 %) et par Christophe Rosé (PS, 280 vois, 14,82 %), lors d'un scrutin où la droite n'était pas candidate, l'abstention s'étant élevé à 45,24 %.
Michel Bourgain démissionne de son mandat de maire pour raisons de santé en 2016, et le conseil municipal élit Mohamed Gnabaly (SE) pour lui succéder.
Au second tour des élections municipales de 2020, où la droite n'était pas présente, une quadrangulaire oppose la liste DVG - EÉLV - LFI - PS - G·s menée par le maire sortant Mohamed Gnabaly, qui obtient la majorité des suffrages exprimés (1 005 voix, 45,93 %, 22 conseillers municipaux élus dont 1 conseiller métropolitain), et devance largement les listes menées respectivement par, :

- Henry Pémot (DVG, 781 voix, 35,69 %), 5 conseillers municipaux élus) ;

- Mohamed-Jamil Abid (DVG, 266 voix, 12,25 %, 1 conseiller municipal élu) ;

- Isabelle Mouréreau (PCF, 134 voix, 6,12 %, 1 conseiller municipal élu).
Lors de ce scrutin marqué par la crise de la pandémie de Covid-19, 40,30 % des électeurs se sont abstenus.
Le candidat Henry Pémot conteste le résultat de ces élections et le tribunal administratif de Montreuil annule le scrutin le 2 octobre 2020, jugeant que « la date de la distribution des chèques [alimentaires] jusqu’à l’avant-veille de l’opération électorale, et alors que la fin de l’année scolaire n’était que le 3 juillet 2020 et que, selon les écritures de M. Gnabaly, la distribution de 718 carnets concernait 252 électeurs qui pouvaient en être bénéficiaires, apparaît particulièrement opportune » — une opération pourtant décidée à l'unanimité du conseil municipal, où siégeait Henry Pémot, afin de répondre à « l'urgence sociale majeure engendrée par la crise sanitaire » de la pandémie de Covid-19 mais qui, conjointement au lancement de travaux de réfection d'un stade, est jugé par le tribunal administratif de Montreuil comme ayant vicié la sincérité du scrutin,. Ce jugement est cependant annulé par le Conseil d'État le 10 mars 2021, confirmant de manière définitive la régularité de l'élection de 2020,,.

### Liste des maires
| Période         | Période                    | Identité                        | Étiquette                | Qualité |
| --------------- | -------------------------- | ------------------------------- | ------------------------ | --- |
| 1834            | 1834                       | Denis François Labbaye          |                          | |
| 1834            | 1837                       | Jean Etienne Thorigny           |                          | |
| 1837            | 1843                       | Nicolas Joseph Perin            |                          | |
| 1843            | 1879                       | Alexis Jean Baptiste Pagel      |                          | |
| 1879            | 1882                       | Jean Pierre Bouquet             |                          | |
| 1882            | 1884                       | Jean Armand Fumouze             |                          | Pharmacien |
| 1884            | 1912                       | Jean Augustin Gabriel Descoings |                          | |
| 1912            | 1919                       | Pierre-Joseph Wagner            |                          | |
| 1919            | 1925                       | Joseph Delouard                 | SFIO puis SFIC puis SFIO | |
| 1925            | 1940                       | Henri Pierre Joseph Heulle      | Républicain de gauche    | |
| 1941            | 1945                       | Eugène Scheille                 |                          | Maire nommé par le gouvernement du maréchal Pétain |
| 1945            | 1947                       | Jean Latour                     |                          | |
| octobre 1947    | juillet 1965               | Arnold Geraux                   | PCF                      | Décédé en fonctions |
| août 1965       | mars 1971                  | Pierre Sotura                   | PCF                      | Ébéniste puis métallurgiste Conseiller général du canton de Colombes-Nord (1973 → 1985) Conseiller général de Colombes-Nord-Ouest (1985 → 2004) Trésorier du PCF (1982 → 1990) |
| mars 1971       | mai 1998                   | Josiane Andros                  | PCF                      | Conseillère générale de Saint-Denis-Sud (1967 → 2001) Démissionnaire |
| 26 mai 1998     | mars 2001                  | Ghislaine Durand                | PCF                      | Professeure de mathématiques |
| mars 2001       | 7 juillet 2016             | Michel Bourgain                 | EELV                     | Vice-président de l'Association des maires de France (2014 → 2016) Démissionnaire                                                                                              |
| 7 juillet 2016, | En cours (au 10 mars 2021) | Mohamed Gnabaly                 | SE puis LÉ               | Entrepreneur (économie sociale et solidaire) Réélu pour le mandat 2020-2026 |

### Politique de développement durable
La ville a engagé une politique de développement durable en lançant une démarche d'Agenda 21.

## Population et société

### Démographie
L'évolution du nombre d'habitants est connue à travers les recensements de la population effectués dans la commune depuis 1793. Pour les communes de moins de 10 000 habitants, une enquête de recensement portant sur toute la population est réalisée tous les cinq ans, les populations de référence des années intermédiaires étant quant à elles estimées par interpolation ou extrapolation. Pour la commune, le premier recensement exhaustif entrant dans le cadre du nouveau dispositif a été réalisé en 2006.

En 2022, la commune comptait 8 682 habitants, en évolution de +11,51 % par rapport à 2016 (Seine-Saint-Denis : +4,67 %, France hors Mayotte : +2,11 %).
| 1793 | 1800 | 1806 | 1821 | 1831 | 1836 | 1841 | 1846 | 1851 |
| ---- | ---- | ---- | ---- | ---- | ---- | ---- | ---- | ---- |
| 385  | 224  | 223  | 208  | 223  | 243  | 249  | 323  | 363  |

| 1856 | 1861 | 1866  | 1872  | 1876  | 1881  | 1886  | 1891  | 1896  |
| ---- | ---- | ----- | ----- | ----- | ----- | ----- | ----- | ----- |
| 547  | 790  | 1 072 | 1 249 | 1 350 | 1 730 | 1 656 | 2 268 | 2 333 |

| 1901  | 1906  | 1911  | 1921  | 1926  | 1931  | 1936  | 1946  | 1954  |
| ----- | ----- | ----- | ----- | ----- | ----- | ----- | ----- | ----- |
| 2 874 | 3 340 | 3 117 | 3 460 | 3 731 | 3 606 | 3 366 | 3 058 | 3 262 |

| 1962  | 1968  | 1975  | 1982  | 1990  | 1999  | 2006  | 2011  | 2016  |
| ----- | ----- | ----- | ----- | ----- | ----- | ----- | ----- | ----- |
| 3 946 | 5 522 | 7 004 | 7 435 | 7 413 | 6 810 | 7 212 | 7 037 | 7 786 |

| 2021  | 2022  | - | - | - | - | - | - | - |
| ----- | ----- | - | - | - | - | - | - | - |
| 8 664 | 8 682 | - | - | - | - | - | - | - |

## Jumelages
Nabi Salih (Palestine)

## Enseignement

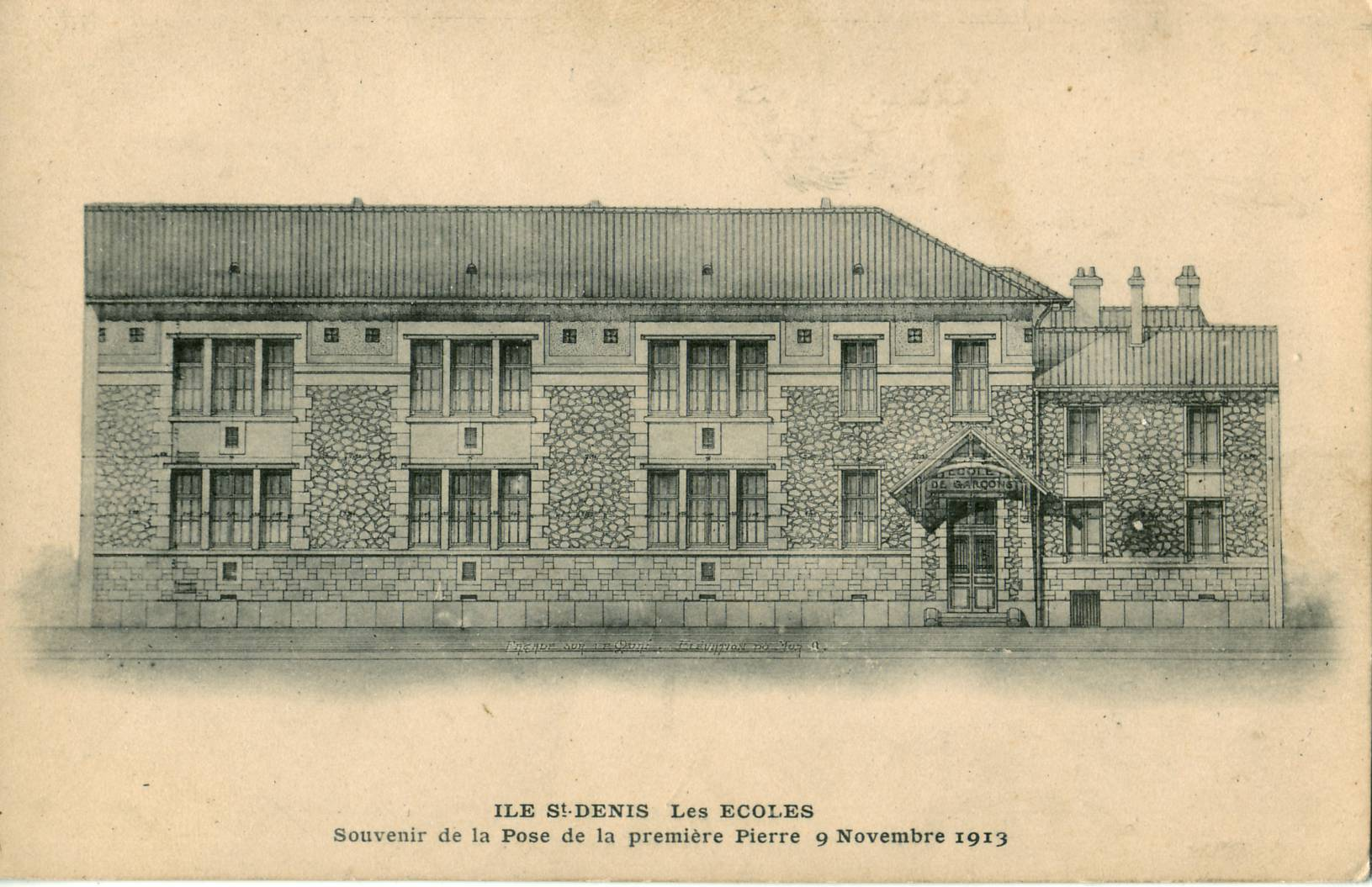
Souvenir de la pose de la première pierre de l'école du bourg, le 9 novembre 1913.

L'Île-Saint-Denis est incluse dans l'académie de Créteil.

### Établissements scolaires
La ville administre trois écoles maternelles et trois écoles élémentaires communales.
Bâti dans les années 1980, le collège Alfred Sisley fait l'objet d'une rénovation en profondeur en 2023.
Les lycées les plus proches sont situés à Villeneuve-la-Garenne et à Saint-Denis.

### Manifestations culturelles et festivités
Les événements culturels sont portés par des associations bénévoles.
Seules les foulées, course à pied, anime aujourd'hui le calendrier des événements municipaux.

### Santé
La ville est considérée par l'Agence régionale de santé comme fragile d'un point de vue de la démographie médicale depuis 2015[réf. nécessaire].

### Sports
La ville possède un stade et deux gymnases.
Un complexe sportif est aussi situé au sud l'île mais appartient à la ville de Saint-Ouen-sur-Seine.

### Cultes
- l’église Saint-Pierre
- mosquée rue du 8 mai 1945

## Économie

### Entreprises et commerces
L'activité économique de la commune était autrefois essentiellement liée à la Seine: port, entreposage, pêche, blanchisserie, mais aussi meunerie avec le moulin de la Cage, attesté en 1518, cité par Émile Zola, et démoli en 1870.
La part des entreprises est aujourd'hui faible. Quelques activités industrielles existent à petite échelle. Mais la ville est de plus en plus une cité-dortoir.
La zone des entrepôts, qui a perdu son activité, se requalifie progressivement, l'activité ne subsistant que dans le centre commercial Marques Avenue, qui, sous l'enseigne Quai des Marques, regroupe plus de 70 boutiques et emploie environ 300 salariés.
L'entreprise de travaux publics Colas emploie 120 salariés, et Rocamat (Production de pierres naturelles pour le bâtiment et les travaux publics) 75 salariés environ.

## Culture locale et patrimoine

### Lieux et monuments

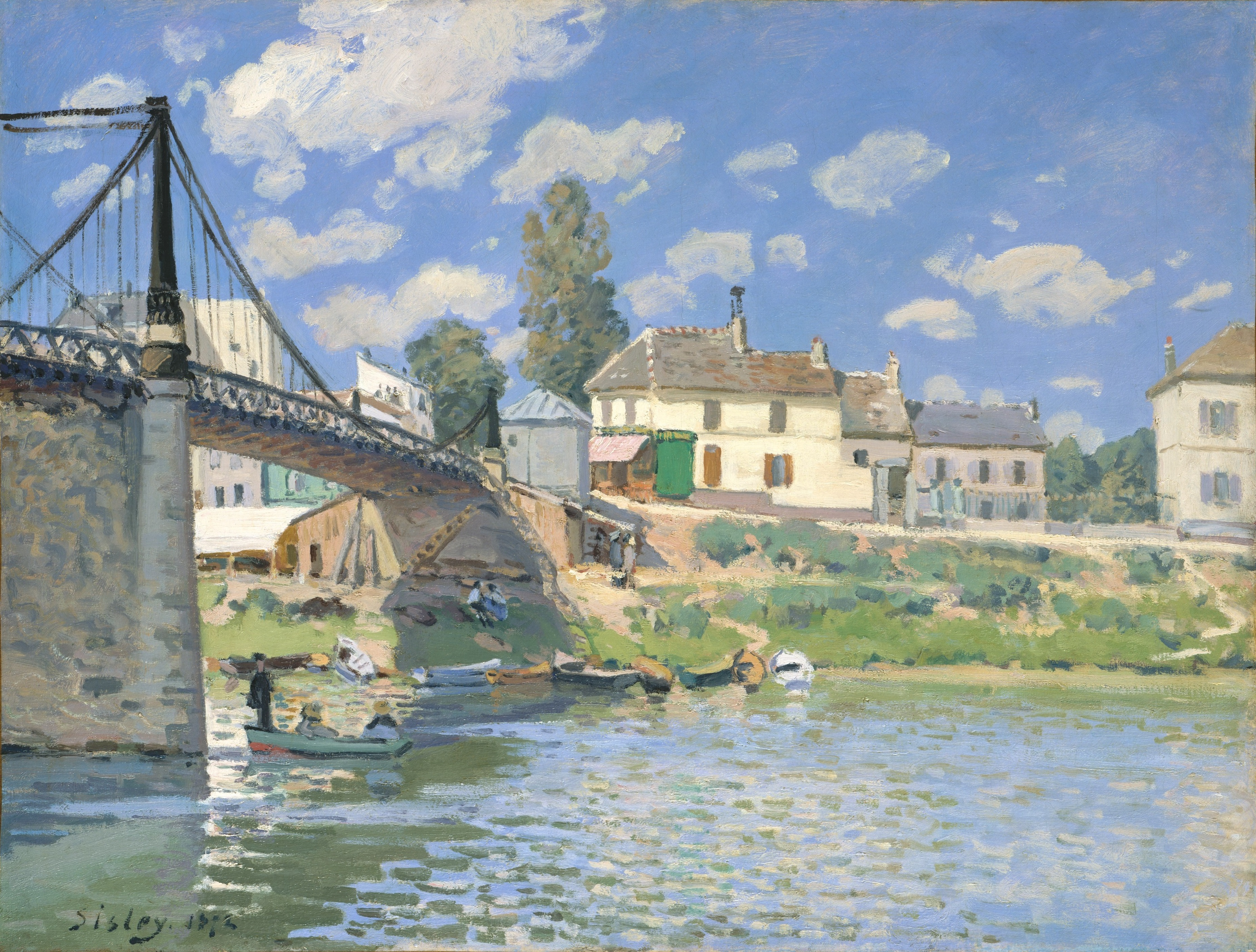
Le Pont de Villeneuve-la-Garenne entre l'Île-Saint-Denis et Villeneuve-la-Garenne peint en 1872 par Alfred Sisley

- Centre sportif de l'Île-aux-Vannes, et la grande Nef de l'Île-des-Vannes, propriétés de la ville de Saint-Ouen et construits en 1971 par Anatole Kopp, Lucien Metrich, Pierre Chazanoff, et par l'ingénieur René Sarger. La grande nef est un exemple d'arches en béton précontraint maintenues par des haubans avec une couverture paraboloïde hyperbolique de 3 000 m2, dont la structure est composée d'un maillage de câbles prétendus entre deux arcs inclinés de béton armé. La Grande Nef sera rénovée pour servir à l'entraînement des athlètes des Jeux olympiques et paralympiques de 2024[69].
- Église Saint-Pierre, de 1884, construite sur l'emplacement d'une église du XVIIe siècle.
- Le pont de l'île Saint-Denis, construit en 1905 par l'ingénieur Caldagues, avec une décoration des arcs par Jules Formigé et sculptures de Florian Kulikowski.
- Peintures de la salle des mariages de l'hôtel de ville réalisées par le peintre Alphonse Osbert en 1921[70].
- Les berges de Seine.
- Le parc départemental de l'Île-Saint-Denis, créé en 1981, classé site Natura 2000[71] en 2006, et qui fait face au Parc des Chanteraines des Hauts-de-Seine.
- Le cimetière de l'Île-Saint-Denis.
- Unibéton, usine de béton reconvertie en bureaux.
- Entrepôts des Galeries Lafayettes en béton précontraint. En 1960, le plus grand entrepôt d'Europe.
- Rowing-Club Paris, en structure béton.
- Cité du Bocage, architecture de style Renaudie.
- Résidence du Saule Fleuri, par l'architecte suisse Christian Hunziker.
- Ecole Samira Bellil, extensions par l'architecte Ricardo Porro & Renaud de La Noue.

### Personnalités liées à la commune
- Bouchard le Barbu, seigneur de Montmorency, est seigneur de l'Île-Saint-Denis jusqu'à son échange de l'île avec le domaine de Montmorency en 997.
- Grosse, modeleur dans une manufacture de biscuit de porcelaine sur l'Île-Saint-Denis au XVIIIe siècle[72].
- Alfred Sisley, peintre britannique du mouvement impressionniste, peint plusieurs tableaux à l'Île-Saint-Denis dans les années 1870. L'un de ces tableaux, intitulé «L'Île-Saint-Denis», figure dans les collections du musée d'Orsay[73].
- Ravachol, militant anarchiste auteur de plusieurs attentats et assassinats et guillotiné le 11 juillet 1892, demeurait à l'Île-Saint-Denis au 2 quai de la Marine.
- Alfred Dyé, officier de marine, explorateur et géographe, auteur de plusieurs ouvrages sur la géographie, est né à l'Île-Saint-Denis en 1874.
- Jeanne Paquin, l'une des premières grandes couturières françaises à avoir acquis une renommée internationale dès la fin du XIXe siècle, était native de l'Île-Saint-Denis et y avait son atelier.
- Jean-Baptiste Clément, chansonnier et journaliste communard, auteur de la chanson Le Temps des cerises, passa son enfance et se maria au moulin de la Cage situé au niveau de l'actuel quai de l'Aéroplane[74],[67],[75].
- Marcel Paul, résistant, déporté, ministre de la production industrielle du général de Gaulle et président-fondateur de la FNDIRP, vécut à la cité Marcel-Cachin jusqu'à sa mort en 1982.
- Benoît Duquesne, journaliste, grand reporter et présentateur du magazine d'investigation Complément d'enquête sur France 2, résidait sur une péniche à l'Île-Saint-Denis jusqu'à sa mort en 2014.
- Nadir Dendoune, journaliste et écrivain auteur d’Un tocard sur le toit du monde (2010), adapté au cinéma sous le titre de L'Ascension, grandit à la cité Maurice-Thorez.
- Alain Gaussel, connu comme le conteur des cités, auteur de nombreux recueils de contes, habita à l'Île-Saint-Denis plus de cinquante ans jusqu'à son décès en 2022 à l'âge de 92 ans[76],[77].

### Héraldique
| Blason de L'Île-Saint-Denis | Blason  | D'azur à la tour d'argent ajourée et maçonnée de sable, adextrée et senestrée d'un mur aussi d'argent ouvert en ogive du champ, au chef d'or chargé d'une croix de gueules cantonnée de quatre alérions d'azur. |
| Blason de L'Île-Saint-Denis | Détails | |